# Franziska Heinz
Franziska Heinz (* 21. November 1972 in Magdeburg) ist eine ehemalige deutsche Handballspielerin, die derzeit als Trainerin tätig ist. Sie wurde 1993 mit der deutschen Nationalmannschaft Weltmeisterin.

## Vereinskarriere
Heinz spielte in ihrer Laufbahn bei Motor Mitte Magdeburg, SC Magdeburg und Borussia Dortmund. Mit den Westfalen gewann sie 1997 den DHB-Pokal und wurde 1998 deutsche Vizemeisterin.
Aufgrund zweier Achillessehnenrisse beendete die Rechtshänderin 2002 ihre Karriere als Hallenhandballspielerin. Später wurde sie wieder handballerisch aktiv, jedoch als Beachhandballerin. So konnte sie 2010 den deutschen Meistertitel im Beachhandball gewinnen.

## Nationalmannschaft
Für die deutsche Nationalmannschaft bestritt Heinz 187 Länderspiele, in denen sie 374 Treffer erzielte. Mit der deutschen Auswahl gewann sie die Weltmeisterschaft 1993 in Norwegen. Ein Jahr später wurde die Rückraumspielerin im eigenen Land Vize-Europameisterin. Am Ende der Weltmeisterschaft 1997, bei der das deutsche Team den dritten Rang belegte, wurde sie zur Besten Spielerin des Turniers gekürt.
Außerdem nahm Heinz an den Olympischen Spielen 1996 in Atlanta teil.
2006 gewann Heinz mit der deutschen Beachhandball-Auswahl die Europameisterschaften und die Vizeweltmeisterschaft.

## Trainerin
Nachdem sie zuvor zwei Jahre lang bei der Dortmunder B-Jugend tätig gewesen war, wurde Heinz 2006 Co-Trainerin bei Bayer Leverkusen. Im Sommer 2009 übernahm sie das Traineramt vom Zweitligisten SC Greven 09. Kurz vor dem Saisonbeginn 2012/13 beendete sie ihre Tätigkeit in Greven. Ab der Saison 2014/15 trainierte sie den Verbandsligisten SC Westfalia Kinderhaus. Von 2016 bis 2022 trainierte sie den Oberligisten SC DJK Everswinkel.

## Ehrungen
1997 wurde Heinz zur deutschen Handballerin des Jahres gewählt.